# Чан'ян-Туцзяський автономний повіт
30°28′50″ пн. ш. 111°12′02″ сх. д. / 30.480491228808° пн. ш. 111.20041779363° сх. д.
Чан'ян-Туцзяський автономний повіт (кит. 长阳土家族自治县, пін. Chángyáng Tŭjiāzú Zìzhìxiàn) — один із повітів КНР у складі префектури Їчан, провінція Хубей. Адміністративний центр — містечко Лунчжоупін.

## Географія
Чан'ян-Туцзяський автономний повіт лежить на висоті близько 110 метрів над рівнем моря.

### Клімат
Повіт знаходиться у зоні, котра характеризується вологим субтропічним кліматом. Найтепліший місяць — липень із середньою температурою 27,2 °C. Найхолодніший місяць — січень, із середньою температурою 4,8 °С.
| Клімат повіту Чан'ян-Туцзя | Клімат повіту Чан'ян-Туцзя | Клімат повіту Чан'ян-Туцзя | Клімат повіту Чан'ян-Туцзя | Клімат повіту Чан'ян-Туцзя | Клімат повіту Чан'ян-Туцзя | Клімат повіту Чан'ян-Туцзя | Клімат повіту Чан'ян-Туцзя | Клімат повіту Чан'ян-Туцзя | Клімат повіту Чан'ян-Туцзя | Клімат повіту Чан'ян-Туцзя | Клімат повіту Чан'ян-Туцзя | Клімат повіту Чан'ян-Туцзя | Клімат повіту Чан'ян-Туцзя |
| Показник                   | Січ.                       | Лют.                       | Бер.                       | Квіт.                      | Трав.                      | Черв.                      | Лип.                       | Серп.                      | Вер.                       | Жовт.                      | Лист.                      | Груд.                      | Рік                        |
| Середній максимум, °C      | 8,8                        | 11                         | 15,8                       | 22,4                       | 26,9                       | 29,9                       | 32,2                       | 31,9                       | 28                         | 22,4                       | 16,9                       | 11,3                       | 21,5                       |
| Середня температура, °C    | 4,8                        | 6,8                        | 10,8                       | 16,8                       | 21,3                       | 24,8                       | 27,2                       | 26,7                       | 22,7                       | 17,4                       | 12,1                       | 6,9                        | 16,5                       |
| Середній мінімум, °C       | 1,9                        | 3,8                        | 7,3                        | 12,8                       | 17,3                       | 21                         | 23,7                       | 23,2                       | 19,3                       | 14,2                       | 8,9                        | 3,9                        | 13,1                       |
| Норма опадів, мм           | 32.7                       | 47.5                       | 67.2                       | 115                        | 155.4                      | 173.1                      | 266.8                      | 204.5                      | 104.7                      | 95.4                       | 58.5                       | 22.2                       | 1343                       |
| Вологість повітря, %       | 77                         | 77                         | 77                         | 78                         | 78                         | 81                         | 83                         | 83                         | 80                         | 81                         | 80                         | 77                         | 79.3                       |
| -------------------------- | -------------------------- | -------------------------- | -------------------------- | -------------------------- | -------------------------- | -------------------------- | -------------------------- | -------------------------- | -------------------------- | -------------------------- | -------------------------- | -------------------------- | -------------------------- |
| Джерело: data.cma.cn       |                            |                            |                            |                            |                            |                            |                            |                            |                            |                            |                            |                            |                            |